# Payoneer Inc.
Payoneer es una compañía de servicios financieros que proporciona transferencia de dinero en línea, servicios de pago digital y proporciona clientes con capital laborable.

## Servicios
Quien sea titular de una cuenta en Payoneer puede enviar y recibir fondos a su cuenta bancaria, a Payoneer e-wallet o bien a una tarjeta prepagada MasterCard que puede usarse para pagos en línea, en cajeros automáticos o en tiendas. La compañía se especializa en facilitar métodos de recaudo de pagos para tiendas en línea. Proporciona intercambios de transacciones en 200 países y más de 150 monedas locales, con depósitos bancarios, pagos en línea, y recarga de tarjetas prepagadas.
Compañías como Airbnb, Amazon, Google y Upwork usan Payoneer para envío masivo de pagos alrededor del mundo. Es también utilizado por eCommerce como Rakuten, Walmart y Wish.com, mercados freelance como Fiverr y Envato y con redes de anunciantes para proporcionar los pagos de las empresas a los editores sin importar el país.
En el espacio de creación de contenidos, Payoneer trabaja con Getty Imágenes, iStock, Pond5, y otros mercados freelance.
Payoneer tiene un equipo de servicio al cliente con más de 320 empleados quienes dan soporte a cerca de 4 millones de clientes en 70 lenguas, operando en 150 monedas diferentes.
En octubre de 2019, la compañía lanzó un servicio apuntado a pequeñas y medianas empresas para enviar pagos a cualquiera en el mundo de manera rápida y barata.

## Empresa
La compañía tiene sede en la ciudad de Nueva York. En 2019 la compañía empleó aproximadamente 1200 personas, y sirve a más de 4 millones de clientes en 14 oficinas alrededor del mundo. En 2019 la compañía estuvo valorada en $1000 millones.
Para poder enviar dinero legalmente al mercado único europeo, Payoneer está registrado en la Comisión de Servicios Financieros de Gibraltar.

## Historia
Payoneer fue fundada en 2005 con 2 millones de dólares en fondos iniciales del fundador y entonces director ejecutivo Yuval Tal, un exoficial del ejército israelí, y otros inversionistas privados. 83North (Greylock Israel) lideró una financiación adicional de 4 millones de dólares en 2007, con inversores adicionales como Carmel Ventures, Crossbar Capital, Ping An, Wellington Management, Susquehanna Growth Equity y Nyca Partners. Desde entonces (2005) Payoneer ha levantado $265 millones de inversores.
En marzo de 2016, la firma adquirió la compañía de fideicomiso en Internet Armor Payments, con el objetivo de abordar el mercado de transacciones B2B entre $500 y $1 000 000 de dólares estadounidenses donde las tarjetas de crédito y las cartas de crédito no son adecuadas. También comenzó a trabajar con el sitio latinoamericano de comercio electrónico Linio.
En agosto de 2016, la empresa agregó un servicio automatizado de formularios de impuestos a su oferta de pagos masivos.
En octubre de 2016, la empresa recaudó 180 millones de dólares de Technology Crossover Ventures, con lo que la financiación total ascendió a 234 millones de dólares.
En 2009, Payoneer estuvo disponible para su uso en Filipinas y posteriormente abrió oficinas en Manila. La empresa abrió oficinas en Japón en 2016. Se asoció con el gigante japonés de comercio electrónico Rakuten en un acuerdo destinado a abrir su sitio web en EE. UU., Rakuten.com, a proveedores de fuera de EE. UU.
También se asociaron con el mercado coreano de B2B en línea EC21. En 2017, la empresa lanzó una API de pagos integrados para proveedores de SaaS para vincular los pagos B2B transfronterizos a través de plataformas en la nube. En 2018 la compañía abre oficina en Seúl.
En junio de 2017, la compañía abrió una oficina en Londres.
Payoneer también opera en Pakistán junto con otras plataformas de transferencia de dinero.
Payoneer tiene una presencia en China, y en 2017 es el socio exclusivo y proveedor de servicio de pago de vendedores chinos para la plataforma de comercio electrónico rusa Joom.
En 2017 y 2018 Payoneer fue nombrada como la 40.ª y 13.ª empresa más problemática de CNBC, respectivamente.
Payoneer amplió su servicio Capital Advance a mediados de 2019, específicamente para los vendedores de comercio electrónico en los Estados Unidos, que permite a los comerciantes que venden en plataformas de Internet como Amazon acceso inmediato al capital de trabajo.
En 2019, Payoneer se asoció con la empresa Toptal para facilitar los pagos transfronterizos, permitiendo un movimiento más eficiente de los salarios entre el empleador y sus trabajadores remotos.
En octubre de 2016, la empresa recaudó 180 millones de dólares de Technology Crossover Ventures, con lo que la financiación total ascendió a 234 millones de dólares.
La empresa se asocia con varios bancos en Ucrania: PrivatBank, Alfa-Banco y Monobank.

### Investigación Dubái
El 19 de enero de 2010 Mahmoud Al-Mabhouh, entonces jefe de logística y adquisición de armas del ala militar de Hamás, fue encontrado muerto en su habitación de hotel en Dubái, Emiratos Árabes Unidos. La investigación de la policía de Dubái reveló que algunos de los sospechosos de asesinato utilizaban tarjetas MasterCard con la marca del Meta Bank, con sede en Estados Unidos, pero emitidas por Payoneer para pagar sus billetes de avión a Dubái. Algunos especularon que el asesinato fue orquestado por el Mossad. Payoneer ofreció su plena cooperación a la policía de Dubái durante la investigación del asesinato.

### Airbnb francés
Payoneer se asoció con el popular sitio web de alquiler Airbnb en noviembre de 2013. El acuerdo permitió a los anfitriones retirar convenientemente sus ganancias utilizando sus tarjetas de débito prepagas de Payoneer. En diciembre de 2017, las autoridades francesas investigaron el sistema de pago, que permitía a los anfitriones recibir sus pagos directamente sin tener que depositarlos primero en sus cuentas bancarias, lo que podría dar lugar a la posibilidad de evasión fiscal. Airbnb aceptó retirar el sistema de pago en Francia.
Payoneer respondió que se trataba de "una empresa de pagos regulada, que opera en total conformidad con las leyes y reglamentos de la Unión Europea", y que "la idea de que los productos de Payoneer ayudarían a evitar el pago de impuestos o permitirían el blanqueo de dinero es categóricamente errónea".

### India
La firma cerró sus servicios en el mercado indio en 2011 por el Banco de la Reserva de la India debido a ciertas directivas impuestas por el RBI. Payoneer volvió a entrar en el mercado indio en 2016, después de asociarse con el IndusInd Bank y recibir la aprobación del banco central. La compañía adaptó sus ofertas al mercado indio, con sistemas especiales de informes y límites de transferencia de fondos que cumplen con las normas locales. Payoneer fue la primera plataforma de pago digital de la India en proporcionar a los clientes un certificado de remesas entrantes extranjeras (FIRC) de forma digital, simplificando así los procesos de negocio necesarios.